# Molino (Florida)
Molino es un lugar designado por el censo ubicado en el condado de Escambia en el estado estadounidense de Florida. En el Censo de 2010 tenía una población de 1.277 habitantes y una densidad poblacional de 69,97 personas por km².

## Geografía
Molino se encuentra ubicado en las coordenadas 30°42′10″N 87°19′15″O / 30.70278, -87.32083. Según la Oficina del Censo de los Estados Unidos, Molino tiene una superficie total de 18.25 km², de la cual 18.02 km² corresponden a tierra firme y (1.29%) 0.24 km² es agua.

## Demografía
Según el censo de 2010, había 1.277 personas residiendo en Molino. La densidad de población era de 69,97 hab./km². De los 1.277 habitantes, Molino estaba compuesto por el 75.33% blancos, el 20.67% eran afroamericanos, el 1.41% eran amerindios, el 0.47% eran asiáticos, el 0% eran isleños del Pacífico, el 0.86% eran de otras razas y el 1.25% pertenecían a dos o más razas. Del total de la población el 1.96% eran hispanos o latinos de cualquier raza.